# كوركي سيغل
كوركي سيغل (بالإنجليزية: Corky Siegel)‏ هو مغني وموسيقي وعازف بيانو أمريكي، ولد في 24 أكتوبر 1943 في شيكاغو في الولايات المتحدة.

## وصلات خارجية
- الموقع الرسمي
- كوركي سيغل على موقع ميوزك برينز (الإنجليزية)
- كوركي سيغل على موقع أول ميوزيك (الإنجليزية)
- كوركي سيغل على موقع ديسكوغز (الإنجليزية)